# برسیان
برسیان، روستایی از توابع بخش مرکزی شهرستان اصفهان در استان اصفهان ایران است. 
این روستا در مسیر جاده اصفهان ورزنه واقع شده است و تا شهرستان ورزنه ٧۰ کیلومتر فاصله دارد.

## جمعیت
این روستا در دهستان براآن شمالی قرار دارد و براساس سرشماری مرکز آمار ایران در سال ۱۳۸۵، جمعیت آن ۱٬۷۵۰ نفر (۴۳۶خانوار) بوده‌است